# 위톈 (1948년)
위톈(중국어 정체자: 余天, 병음: Yú Tiān, 1948년 3월 1일 ~ )은 중화민국의 대만의 가수, 진행자, 정치인이다. 2008년 타이베이현 제3선거구의 입법위원으로 당선된다.